# Gyrogyne subaequifolia
Gyrogyne subaequifolia är en tvåhjärtbladig växtart som beskrevs av Wen Tsai Wang. Gyrogyne subaequifolia ingår i släktet Gyrogyne och familjen Gesneriaceae. Inga underarter finns listade i Catalogue of Life.